# En del av dig
En del av dig är en svensk dramafilm från 2024. Filmen är regisserad av Sigge Eklund, som gjorde sin regidebut med filmen, och ett manus skrivet av Michaela Hamilton. Huvudrollerna spelas av Edvin Ryding, Felicia Truedsson och Zara Larsson, som med filmen gjorde sin skådespelardebut.
Filmen hade premiär på streamingtjänsten Netflix den 31 maj 2024.

## Rollista (i urval)
| Felicia Truedsson     | – Agnes Svan |
| Edvin Ryding          | – Noel       |
| Zara Larsson          | – Julia Svan |
| Ida Engvoll           | – Carina     |
| Mustafa al-Mashhadani | – Amir       |
| Alva Bratt            | – Esther     |
| Emil Hedayat          | – Sam        |
| Olivia Essén          | – Fanna      |
| Nikki Hanseblad       | – Lydia      |
| Maxwell Cunningham    | – Adrian     |

## Produktion
Filmen är producerad av Stefan H. Lindén och Alexandra Thönnersten för SF Studios. Den började spelas in i slutet av maj 2023 i Stockholm.